# 原恵一
原 恵一（はら けいいち、1959年（昭和34年）7月24日 - ）は、日本のアニメ監督。群馬県館林市出身。2007年にシンエイ動画を退社後はフリーランス。
世界35以上の映画賞を受賞し、国内外で高く評価されている。

## 来歴

### 生い立ち
群馬県の駄菓子屋を営む家庭に生まれる。両親と妹が1人いる4人家族の長男。
子供の頃からの夢だった「絵を描く」仕事に就くため、東京デザイナー学院アニメーション科へ進学する。しかし、ここで絵の上手な生徒の多さに圧倒され、そのことが演出への道を進むきっかけとなったという。アニメ学科に通いながらもアニメ作品は自ら進んでは見ず、アニメ好きが好んで見るようなアニメとも距離を置いていた。一方、『ぴあ』を片手に名画座に通いつめて実写映画は見ていた。

### CM制作会社時代
東京デザイナー学院卒業後、CM制作会社のアドックシステムズに1年間勤務する。卒業制作に追われてアニメ制作会社の就職活動が疎かになってしまい、就職先が決まらないまま卒業を迎えてしまった。そこで、学院の就職課に紹介された東京ムービーの会社見学で勝手にコースから抜け出し、当時同社で『ルパン三世』を演出していたアニメーターの御厨恭輔に入社を頼む。御厨から「自分は社員ではないので東京ムービーへの就職は後押しできないが絵コンテを描いてくれば個人的に仕事を紹介できるかもしれない」と言われ、『ルパン三世』の完成台本を渡されると、1、2週間ほど後にそれを基に描いた絵コンテを持参した。そして、その数週間後に御厨から紹介されたアドックシステムズへ入社した。就職後は荏原製作所の企業広報映画やサンヨー食品などのコマーシャル制作に携わる制作アシスタントとして1年半ほど勤務した。しかし、肉体労働やクライアントの尊大な要求に嫌気が差しているのを社長の黒川慶二郎に感づかれ、「君はアニメがやりたいんだね」とシンエイ動画を紹介される。

### シンエイ動画時代
1982年4月にアニメ制作会社シンエイ動画に入社。『怪物くん』班に配属されて制作進行を担当していたが、その後番組の『フクちゃん』参加中、欠員が出た『ドラえもん』班に演出助手として異動。
1984年、チーフディレクターがもとひら了から芝山努に交代した際、社内の演出助手に責任分担させるため、安藤敏彦と共に『ドラえもん』班の演出に昇格。もともと藤子・F・不二雄の原作漫画が好きだった原は、『ドラえもん』をただの子供向けの作品ではなく、自分の感じる楽しさをプラスアルファしたものにしようと毎回実験的な試みをした。原の手掛けた『ドラえもん（第2作第1期）』の担当回は斬新な演出や普段の回より凝った構図で注目されるようになった。しかし一方で、社内ではその実験的な作風が「やりすぎだ」「これは『ドラえもん』じゃない」という反発も呼び、演出の手腕を疑問視されて作画スタッフと対立したこともあった。はっきりと「原さんの作品はやりたくない」と言われたり、ケンカになったりしたという。
1987年、『エスパー魔美』のチーフディレクター（監督）に抜擢される。制作決定時に演出の一人として参加するつもりで手を挙げたところ、プロデューサーから指名された。当時、20代後半でのチーフへの抜てきは異例のことだったので、原は「挑戦的なタイトルなので若い人にやらせてみようということだったのではないか」と推察している。しかし、原が作りたい『エスパー魔美』と、テレビ局やプロデューサーが目指す『エスパー魔美』にはズレがあったので、苦労することになる。原は超能力をあまり前面に出さず、主人公の魔美を平凡な中学2年生の女の子として描きたかったが、それでは彼らにとって画作りが地味すぎた。さんざん「もっと派手にして欲しい」と言われて嫌気がさし、第1話のオンエア前に辞めたくなっていたが、何とか我慢して作り続けていると、出来上がった作品を見たプロデューサーやテレビ局の人間たちも次第に納得していってくれた。また第96話では初めて脚本を手掛けた。
1988年、『エスパー魔美 星空のダンシングドール』で映画監督デビュー。原とメインライターとプロデューサーとで考えたオリジナルのプロットのいずれも原作者の藤子・F・不二雄はあまり気に入らず、「原作を元に『リリー』という古いアメリカ映画のような作品を作ってほしい」と言われた。原はメインスタッフたちとその作品を鑑賞し、それを自分なりに生かして制作した。
『エスパー魔美』終了後、後番組『チンプイ』のチーフディレクターを打診されていたが、退社を覚悟で休職を申し出る。当時の専務である別紙壮一の配慮で休職が認められ、『チンプイ』の絵コンテを数本切った後、約10ヶ月休職する。復帰後は『チンプイ』の演出・絵コンテを少し手がけてから後番組『21エモン』の監督となるが、人気が今ひとつで39話で打ち切りとなった。
1992年の番組開始当初から、アニメ『クレヨンしんちゃん』の制作に各話演出や絵コンテでローテーション入り。1993年からスタートした劇場版シリーズには共同脚本や共同演出で参加した。
1996年のテレビシリーズ10月放送分より初代監督の本郷みつるの後を引き継いでチーフディレクターに就任し、劇場版も1997年の『暗黒タマタマ大追跡』から監督を務めるようになる。
2001年の『嵐を呼ぶ モーレツ!オトナ帝国の逆襲』は絶大な支持を得て、興行収入14.5億円と3作目以降の作品で最高益を記録した。それだけでなく、映画マニアやプロの評論家といったそれまで『クレヨンしんちゃん』に全く注目していなかった層も振り向かせることにも成功した。制作過程で完全に子供向けアニメの枠組みをはみ出してしまった原は、観客に否定されてクビになることも覚悟していたが、逆に大人にも子供にも受け入れられ、その批評性が高い評価を受けた。また「大人も泣ける映画」としても大きな話題となったが、自身はメインの観客層である子どもたちが画面に集中していたことが大きな手応えとなったという。
2002年の『嵐を呼ぶ アッパレ!戦国大合戦』では、前作のヒットの追い風もあり、さらに挑戦的な作品作りができるようになった。ファミリー向けの映画とはいえ、見た人の心に深く残るような展開にしたいと考え、『しんちゃん』映画で一番ハードルが高いと思っていた「時代劇」「恋愛」そして「主要な人物が死ぬ」という3つのテーマを思いついた。しかし、映画会社は問題なかったものの、テレビ局や広告代理店からは猛反対されて揉めに揉めた。最終的には原作者の臼井儀人にプロットを読んでもらった結果、原の案で制作が決まった。この作品も高い評価を得て、2002年度文化庁メディア芸術祭アニメーション部門大賞など、数々の賞を受賞した。また2009年には、これを原案とする実写映画『BALLAD 名もなき恋のうた』（山崎貴監督）が製作された。
『嵐を呼ぶ アッパレ!戦国大合戦』を最後に劇場版の監督を水島努と交代し、原はテレビ、映画とも『クレヨンしんちゃん』との関わりを徐々に薄くしていく。2004年7月にはテレビアニメもチーフ・ディレクターをムトウユージに引き継がせ、完全に降板した。
2003年に映画監督の曽利文彦と知り合い、曽利のCGアニメ映画の脚本家に抜擢されて実際に執筆までしたが、その企画は流れてしまった。
2007年7月28日、長年温めてきた企画である映画『河童のクゥと夏休み』が公開された。原が一番やりたかった企画で、原作は木暮正夫による児童文学『かっぱ大さわぎ』。原作を初めて読んだ時から「この作品をもとにすればアニメーションで自分のやりたいことができる」「この作品をアニメにしたい」と感じ、いつまで経ってもその気持ちが消えなかった原は、20年近く企画を練り続けていた。実現はしなかったが、1998年ごろに一度アニメ化のチャンスがあった。エニックス（当時）主催のアニメ企画のコンペに参加する話があり、原は同い年のプロデューサーである茂木仁史にこの作品をやりたいと相談して許可をもらうために原作者の木暮に会いに行っている。アニメ化は不可能だと思った原はその後、当時手掛けていた、『クレヨンしんちゃん』の映画でこの作品のために温めていたアイデアを小出しにして使っていった。すると、その『しんちゃん』映画の成功を受けて、企画にゴーサインが出た。前作から5年の期間があったが、実際に制作できる状況になるまでに時間がかかり、原は見切り発進で作り始めた。原がほぼ一人だけで作業している時間が長く、原曰く、「実質的な制作期間は2年間だった」。原作者の木暮は、完成を目前にした2007年1月に死去。プレスリリース資料やムック本で、原は木暮に対して完成が遅れたことへの謝罪と感謝の弁を述べている。

### フリーランス時代
2007年3月、シンエイ動画を退社しフリーに。
2010年8月21日、フリーになって第一作目の映画『カラフル』が公開された。アニメ制作を担当したサンライズの内田健二社長（当時）が森絵都による同題の人気小説のアニメ化を企画し、最適な監督として原を選んでオファーを出した。オファー自体は『河童のクゥと夏休み』以前に受けていたが、その終了を待ってシンエイ動画を退社してから制作に着手した。2011年6月に開催された第35回アヌシー国際アニメーション映画祭で長編作品部門の特別賞と観客賞を受賞した。
2013年6月1日に公開された日本を代表する映画監督・木下惠介の生誕100周年作品『はじまりのみち』で初めて実写映画の監督を務めた。このことについて原は「ずっと実写をやりたいと思っていたわけではない」「前向きにどうしても撮りたいという感じではなかった」が、かねてから木下監督にもっと光を当てたいという思いを抱いていたことから、「これは断れない」と思って引き受けた。きっかけは、もともと木下のファンであることを公言していた原に松竹から「あるエッセイをもとに脚本を書いてほしい」というオファーがきたことだった。当初脚本のみでの参加予定だったが、書いているうちに「この作品で監督をやらなければ後悔する」と思うようになり、自信はなかったが自分から監督をやりたいと手を挙げてそれが認められた。
2015年5月9日公開の杉浦日向子原作のアニメ映画『百日紅』で監督を務めた。制作はProduction I.G（以下、I.G）。『カラフル』のあとに次の仕事がなかなか決まらず、焦った原はまず最初に旧知の友人であるI.Gの石川光久に相談した。その際、自分が作りたいと思っていた杉浦日向子の別の作品を参考のために持参したところ、石川がI.Gで以前企画してお蔵入りしていた『百日紅』を提案してきたので、すぐに引き受けた。原はまず各話が独立したエピソードの『百日紅』をどうやって一本の映画に構成していくかというところから考え始めた。そして最初に自分が感動した「野分」というエピソードをクライマックスに持ってくることを決め、そこから逆算して構成を決めていった。脚本自体は『はじまりのみち』制作の前に上がっていたが、絵コンテはその撮影が終了してから描き始めた。映画はフランス、イギリス、ベルギーなど欧州6カ国で配給されたほか、宮崎駿監督作品の北米配給を数多く担当してきたGKIDSの下で、北米でも配給された。特にフランスでは、最初の上映館数は30数館だったのがどんどん増えていき、一番多いときには120館ほどで公開されていた。この作品も高く評価され、国内外の映画賞を受賞した。
2018年、紫綬褒章を受章した。
2019年4月26日に4年ぶりの監督作品となる映画『バースデー・ワンダーランド』が公開された。同作は柏葉幸子の小説『地下室からのふしぎな旅』が原作で、原のキャリアでは初となる本格的なファンタジー作品。もともとファンタジー物にあまり興味がないので、オファーが来た時は不安もあったが、キャラクターがブレなければファンタジーだろうがリアルなものだろうが楽しんでもらえる自信はあったので引き受けたという。
2022年12月23日に辻村深月の小説をアニメ映画化した『かがみの孤城』が全国公開。依頼による仕事で、オファーに応える形で監督を引き受けた。『はじまりのみち』でも一緒に仕事をした松竹の新垣弘隆プロデューサーから「この原作はアニメで」という要望があり、「職人監督」「アニメ映画請負人」に徹して制作した。以前監督した『カラフル』で中学生を題材にしたので、再び中学生を扱う映画を作ることには抵抗があった。そこで長年の付き合いのI.Gの石川光久に相談したところ、この作品は絶対やった方がいいと勧められ、引き受けることにした。2023年2月17日時点で観客動員数は約81万人、興行収入10億円を突破。自身の監督作品としては『クレヨンしんちゃん 嵐を呼ぶ アッパレ!戦国大合戦』以来となる興行収入10億超えのヒットとなった。2023年5月には新作映像「かがみの孤城の前と後」付きで再上映された。第52回ロッテルダム国際映画祭のLimelight部門に邦画アニメで史上初の正式出品となり、現地時間2023年2月2日に上映された。

## 作風
藤子・Ｆ・不二雄作品や『クレヨンしんちゃん』シリーズなどのキャラクター主導のプログラムピクチャーにおいて、周りに妥協せずに自分を貫くことで頭角を現した。マンガ原作の「キャラクターもの」を得意とする会社で作った作品からにじみ出る作家性が評価され、やがてオリジナル作品をつくるチャンスを獲得していった。
シンエイ動画でのキャリアを経て、フリーになってからはアセンション、Production I.G、A-1 Picturesと、作品ごとに異なる制作スタジオと仕事をしている。
原恵一監督の作家性は、「アニメとはそういうもの」という思いこみから脱し、映画として自由になろうという気概に見いだせる。商業作品の監督なので観客へのサービスを忘れたことはないが、時代のトレンドにはあまり流されたくないと思っている。『クレヨンしんちゃん』の映画を作っていた時に「枠にはめる映画はつまらない」「自分にウソをついていないものを作ったほうが多くの人に受け入れられる」と気づき、それからは作る前にジャンル分けしたりターゲットを定めたりせず、自分の思った通りに作りたいものを作ることにしている。
原恵一作品の特徴は、アニメの枠に囚われない幅広い映像表現や作品ごとにまったく異なる作風。同じことを繰り返しても面白くないと思っており、『かがみの孤城』では中学生という題材を以前『カラフル』で扱ったため、監督を引き受けるのをためらった。『映画 クレヨンしんちゃん』シリーズも、前任の本郷みつるが好んだファンタジー路線から現実世界路線に転換、最終担当作となる『戦国大合戦』を除いて現代の日本を舞台に設定していた。
全方位的なサービス精神にあふれており、シリアスなテーマがあっても、喜怒哀楽と人間の多彩な感情が散りばめられており、見る人を豊かな気持ちにする。
「絵に描けば何でもできる」というアニメの特性に寄りかからず、オーソドックスな演出法によって地に足のついた誰にでも通じる描写を積み重ねているにもかかわらず、人の心に突き刺さって忘れがたい印象を残すので、国境や歳月を超えた普遍性がある。
「誰も傷つかないような毒にも薬にもならない、生ぬるい映画が大嫌いだ」という。人間関係は綺麗ごとだけでは済まないし、世界には残酷なこともあるのだから、それをシビアに、真っ向から描くのが映画監督の仕事だと思っている。
これまで完全にオリジナルの作品は作っておらず、小説や漫画の映画化を手掛けている。作品によっては物語を自分で考えているが、原作の人間関係などの設定は守ってそれを膨らませている。そういうところこそがオリジナルよりも豊かな物語を生むと信じている。
アニメーションの制作で一番こだわっているのは絵コンテ。絵コンテ次第でどれくらい自分の思う作品に出来るかが決まるので、いちばん注力して緻密に作り込む。脚本との大きな違いは、絵コンテは監督の間合いである「秒数」を入れることができることで、それによって作品のリズムが決まる。絵コンテを描いている途中でラストシーンが見えてくるので、そこに向けて進んでいく。納得のいく絵コンテが描けたということは自分の頭の中で一度映画が完成しているということなので、あとは他のスタッフに任せてズレそうになった時に修正していくだけで良いからである。絵コンテには細かい指示まで書く方だが、アニメーターのアドリブが入っても、それで自分が考えた以上に良くなることもあると思っているので、絵コンテで指示されたこと以外はやるなとは言わない。
音楽も、絵コンテを描きながら入る部分を全て決め、指示も全部絵コンテに書いてしまう。作曲はできないがどういう感じの音楽が欲しいのかは必ず書き込むようにしており、転調のタイミングやインとアウトも全て指示している。
ファンタジーというものにあまり興味が持てない。キャラクターが生き生きと劇中で立っているような作品作りを目指しているので、不思議な世界観や不思議な能力などにあまり頼りたくないという気持ちが強く、超能力者が主人公の『エスパー魔美』でも超能力に魔法のような万能性を与えず、希望や指針をあたえるに留め、事件を解決するのはあくまでも当事者としている。舞台設定も、ほかのアニメ監督のほとんどが飛躍した舞台を扱っているのに対し、原恵一作品はたとえ「ここではないどこか」を扱っていても必ず現実世界との接点を持たせており、それが観客に「いま、ここ」を顧みる作用をもたらす。
絵だけが突出したような作品や思わせぶりな映像の見せ方には興味がなく、実写も含めてきちんとストーリーのある映画を作りたいという。映画作りで大切なことは「キャラクターを立たせること」だと思っていて、良いストーリーに加えて、キャラクターたちがちゃんと立っていれば、どんなジャンルでも面白くなると信じている。
スタッフとぶつかってでも最終決定は自分でしなければならない立場の監督は孤独である必要があるという。その一方で、作品はスタッフみんなで作っているという意識が強く、自分の考えと逆方向に向かった時に内心「そっちの方向じゃない」と感じていても、それでより良くなるのであれば別に構わないという。
実写とアニメーション両方の制作経験を持つ原は、両者の違いを実写は画面から不要なものをなくす"引き算"、アニメーションは何もない空間に描いていく"足し算"と表現し、実写映画を監督後は「アニメでも引き算の手法を取り入れたいとしている。
実写制作では、絵コンテであらかじめ全てのキャラクターの動きや表情まで作るアニメーションに対し、実写は現場でカット割りを決め、役者の演技が自分の想定を外れてくることに驚かされた。アニメは同じ絵が作れるし全て計算できるが実写はそうはいかず、「そのときにしか撮れない景色や光、生身の役者の演技」といった偶然性によって作られるものだと理解した。あまりにスムーズに仕事が進み、アニメに戻った時は一コマ一コマ描く絵コンテ作業を苦痛に感じたという。
アニメーター出身の監督が多い中で、実写の映像が基盤となった画作りをしていることが自身の強みだと言う。アニメーターではないためか、手描きアニメへのノスタルジーはアニメーター出身の監督ほどはない。3DCGのアニメーションにはそれほど違和感を抱いておらず、手描きよりも3DCGで作った方がいいという題材があれば全く抵抗は感じないという。実写作品も同じで、その方がいいと思う作品があれば実写で撮りたいと思っている。
意識しているのは木下惠介らの1950〜60年代の日本映画。映画産業の黄金期で数多くの作品が作られ、しかも戦争という極限状態を経験した人たちがいろいろな制約があるなかで工夫して作っていたので今後それを超える映画はもう生まれないからとのこと。
作品によっては作詞・作曲を行なうこともある（『クレヨンしんちゃん』の映画や『河童のクゥと夏休み』の挿入歌など）。

## 影響
実写映画のファンで、木下惠介、黒澤明、小津安二郎、デヴィッド・リーン作品など、様々な作品を見て影響を受けた。幼少時、両親（特に母親）がいつも見ていたテレビの「洋画劇場」のようなものを一緒に見ていて好きになった。少年時代は洋画中心で、邦画はほとんど見ていなかった。邦画を見るようになったのはシンエイ動画に入社してからで、オールナイトなどに行って黒澤明監督作など古い日本映画をよく見ていた。木下惠介のすごさに気付いたのもその頃だった。
映画監督では木下惠介を影響を受けた人物として挙げ、同じことをやらない挑戦的な部分を高く評価している。生涯のベスト映画は、木下監督の『二十四の瞳』。ヒーローをあまり描かず、弱い人を描いている点や作品の多彩さに驚かされ、20代後半から木下作品にのめり込んでいったという。黒澤明や小津安二郎との評価の差を不当に感じていて、木下作品をもっと見てもらえるよう個人的にあちこちで声を上げている。そしてヴィム・ヴェンダースが小津を評価したことで評価が逆輸入されたように、木下も海外で誰かに発見されて再評価されて欲しいと願っている。
漫画家で江戸風俗研究家の杉浦日向子の作品に20代後半の頃に出会って衝撃を受け、「いつかこの人の作品をアニメーションとしてやってみたい」とずっと思っていた。作品にはその影響が強く出ている。
原の作品にいちばん影響を与えているのは脚本家の山田太一。「物語における会話はこうあるべきだ」と教えられたという。初稿から関係者を納得させる決定稿をあげてくる点も尊敬している。
芝山努を師匠と思っている。『ドラえもん』の仕事を通じて、芝山の緻密な絵コンテの描き込みに多大な影響を受けた。もともと業界に入った時から演出をやりたいと思っていたが、演出助手として関わった『ドラえもん のび太の魔界大冒険』で監督の芝山の絵コンテのあまりの面白さに衝撃を受けたことが大きな転機となった。他のコンテと比べて芝山のものは芝居の間の取り方や緩急の付け方が群を抜いており、それを見てどうすれば面白くなるのかを初めて理解した。
藤子・F・不二雄の作品が好きで、子供の頃はもちろん、アニメ業界に入った現在も影響を受け続けている。リアルタイムで出合ったのは『オバケのQ太郎』『パーマン』『ドラえもん』。アニメの『ドラえもん』を制作するシンエイ動画に入社する前から原作の方が面白いと思っていた原は、仕方がないこととはいえ、『ドラえもん』に関わっている人間全員が『ドラえもん』を大好きなわけではないことを残念に思っていた。

## 評価
「松竹映画の木下惠介や小津安二郎といった監督の後継者」と東京大学大学院教授の浜野保樹から評された。
樋口真嗣は原を「強いトルクを持つ男」「恐ろしい男」と評しており、「そんな恐ろしい男がいる限り、私はアニメーションに関して"手伝い"以上の仕事に関わりたくないのである」と記している。また細田守は『河童のクゥと夏休み』『カラフル』の両作品において応援・評価のメッセージを寄せ、それぞれ作品の公式サイトや宣伝素材で紹介された。
劇作家の中島かずきから『クレヨンしんちゃん』の劇場版について、本郷みつるがファンタジー・SF志向であるのに対し、原は日常を淡々と描くリアル志向であると評された。

## 人物
幼少時から絵を描くことを好み、絵を描くことを仕事にするのが夢だった。「画家になりたい」というような具体的な夢ではなく、「普通のサラリーマンではないような仕事に就きたい」という程度の漠然とした思いだった。
小学校時代は当初は勉強はわりとできたものの、次第に追いつけなくなり、授業がつまらなくて眠くなった様子を教師から「死んだ魚のような目をしている」と評された。中学生時代には当初陸上部に入ったが、2年生になったときに上級生部員がほとんどいなくなり、スカウトされて水泳部に移る。深夜放送やフォークギターに熱中し、高校は志望校の公立には落ちて、滑り止めの私立へ進学した。高校は、原曰く「学力の低い不良がかった生徒が多い学校」で、学校生活には馴染めずただ行っていただけとのこと。美術大学には学力不足で進学できなかったので、アニメーションの専門学校に進学した。
アニメ監督の細田守、樋口真嗣とは飲み友達でプライベートでも交流がある。樋口によると、原は「どんなに酒を飲んでもヘッチャラ」で、「私は完膚無きまでに叩きのめされ、夜明けの新宿駅に沈み、泣いた」と記している。
旅行好きで、たまに仕事を休んで東南アジアやヨーロッパへ出かける。中学や高校時代には自転車旅行で途中ユースホステルに泊まったりしながら日本海側から群馬まで戻ったこともあった。シンエイ動画時代の途中までは、愛好者の先輩社員に誘われて登山にもしばしば出かけていた。会社を休職した時も7ヶ月半を海外旅行に費やし、マレーシアやインドネシアなど東南アジア各国を巡った。
携帯電話・パソコン・ファックスなどといった通信機器は一切所持しない主義である。2005年の矢島晶子との対談では、その時点でも自宅の電話が黒電話であると述べている。そのため、原とコンタクトを取りたい者は非常に苦労する事が多いという。浜野保樹は初めて会う約束をした際に原が「遅れることもなく、定刻通りやってきた」と記している一方、上記の対談で原は矢島から「時間厳守してくださいね」と言われ、文中に「この対談にも原恵一は大幅に遅刻した」という注記がなされている。あるラジオ番組のゲスト出演でリスナーから「遠距離恋愛の相手からメールが来ない」という悩みの相談を受け、原は「携帯を持っていないのでその気持ちは分からないが、手紙で時間と手間をかけて相手に思いを伝えてみたらどうか」という発言をしている。
ブルーハーツのファン。自ら脚本まで手がけたアニメ『エスパー魔美』の第96話「俺たちTONBI」では、ブルーハーツのポスターが登場する。原はBGMにブルーハーツの曲を使いたいと思っていたが、版権の都合で実現しなかった。エスパー魔美のイベントでは、曲を使えなかった悔しさから、シーンを無音にして、自分で曲を掛けながら鑑賞したことを語った。『カラフル』ではブルーハーツの「青空」を、miwaがカバーする形でエンディングに使用した。この他にも、井上陽水などのフォークや洋楽も愛好している。
ファンタジー作品はあまり好まないが、宮沢賢治の作品は例外で、大人になってから再発見して評価するようになった。
「探偵!ナイトスクープ」の大ファン。『河童のクゥと夏休み』の大阪キャンペーンで、ABCの関係者からステッカーと探偵手帳をもらっている。また、NHKの「週刊ブックレビュー」（2008年7月26日放送回）に出演した際には、おすすめ本として「探偵!ナイトスクープ アホの遺伝子」（松本修著）を紹介している。

## アニメに対するスタンス
しばしばアニメより実写向けの人材であると評されるが、何故アニメ業界に拘るのかと問われると、一生ものの難問だと苦笑しながらも、現実に存在するものを人の手で描くことで生まれる、全く違った味に惹かれている、と答えている。一方、2004年の浜野保樹との対談では「（実写でも）僕はかまわない。たまたまアニメを選んで20年以上その現場にいるので、アニメの作り方も大分解かってきている。アニメ会社に所属し続けているわけですし（引用者注：この当時はまだシンエイ動画に所属）、それでアニメを作っているということです」とも発言している。
浜野との対談では、「ここ10年でよかったのは『人狼 JIN-ROH』（沖浦啓之監督）と『マインド・ゲーム (映画)』（湯浅政明監督）くらい」と述べ、理由を「（アニメは）ちょっと気になるのは見るのですが、『これはすごいぞ』と思えるのは、好みですが、ここのところあんまりない。『何見てもうんざりする』というか（笑）」と話している。
『人狼 JIN-ROH』に関しては、地味な芝居を丹念に描き、アニメの気持ち悪さがないのが良いとしている。原の言うアニメの気持ち悪さとは、「気持ち悪いキャラや、それに合わせて気持ち悪い声を出す声優や、勘違いした演出家などが放つ自意識過剰なナルシシズムとかろくでもないもの」とのこと。この発言について、原は「そういう言葉だけがいまだにネットとかに残ってるのって、今の時代の怖さですよね。実際はそこまで嫌ってるわけじゃないですよ」と述べている。アニメ声優に関しては、いわゆるアニメ声とオーバーな演技が苦手だとも語っている。
アニメ作品では、高校1年生の時に見た『ガンバの冒険』に激しく共感したことを後年述べている。杉井ギサブロー監督による『銀河鉄道の夜』のアニメ映画も好きで「賢治の映像化作品の中で自分が見た中では一番いい」と述べ、高畑勲監督の『セロ弾きのゴーシュ』のアニメ映画についても「あれもよかった。ああいうのがあるので、生半可な気分じゃできない」と評価している。また、過去のアニメ全般では『風の谷のナウシカ』が好きで、「個人的には世界一のアニメだと思う」と語っている。
専門学校時代は、アニメファンの同級生から「原はどんなアニメが好きなんだ?」と聞かれ、原作も好きだった『サザエさん』を挙げたが否定されるなど、周囲とは趣味が合わない生活を送った。当時誘われる形で見たアニメ作品に関して、『太陽の王子 ホルスの大冒険』はそんなに面白いとは思わなかったが、文化祭で見た『どうぶつ宝島』『パンダコパンダ』『長靴をはいた猫』などは「むちゃくちゃ面白かった。あれで僕はアニメーションを見直した」と述べている。また、周囲の影響で見た作品では、『ガンダム』はわりと好きだったが、『宇宙海賊キャプテンハーロック』や『銀河鉄道999』はそんなに好きではなかったという。
『新世紀エヴァンゲリオン』（庵野秀明監督）にはハマっていたらしく、『クレヨンしんちゃん 電撃!ブタのヒヅメ大作戦』のキャラクター「お色気」の担当声優に三石琴乃を起用したのも葛城ミサトを意識したキャラ設定を行っていたためで、しんのすけのことを「しんちゃん」と呼んでいるのも、主人公の碇シンジのことを「シンちゃん」と呼んでいたことからである。
『クレヨンしんちゃん 嵐を呼ぶ モーレツ!オトナ帝国の逆襲』に登場するチャコについて、小林愛の声を見つけたことが自分のキャスティングの上で大きかったと述べている。小林については、『∀ガンダム』で偶然声を聞き、『しんちゃん』のスタッフで『∀ガンダム』に参加していた池端隆史を介してデモテープを聴き、決定したという。
技術の発達で一人で作ったアニメでもパッケージとして売り物になる時代が来て、そういう道もこれからはあるとわかったことは評価しながらも、作品の中身が大事と考えており、新海誠の『ほしのこえ』には「僕はついていけなかった」と述べている。

## 作品リスト

### テレビアニメ
- 怪物くん （1980年 - 1982年）制作進行
- フクちゃん（1984年）制作進行
- ドラえもん（1983年 - 1986年）演出助手・絵コンテ・演出
- エスパー魔美（1987年 - 1989年）チーフディレクター・脚本・絵コンテ・演出・OP絵コンテ
- チンプイ（1989年）絵コンテ
- 八百八町表裏 化粧師（1990年）絵コンテ
- 21エモン（1991年）チーフディレクター・脚本・絵コンテ・演出
- クレヨンしんちゃん（1992年 - 2004年）監督（2代目・1996年 - 2004年）、脚本・絵コンテ・演出、OP/ED絵コンテ・演出
- 景山民夫のダブルファンタジー（1994年）絵コンテ
- 川の光（2009年）演出協力
- ボールルームへようこそ（2017年）絵コンテ 5話・6話・11話・13話
- 中禅寺先生物怪講義録 先生が謎を解いてしまうから。（2025年）絵コンテ 4話

### アニメ映画
- 映画ドラえもんシリーズ
  - ドラえもん のび太の魔界大冒険（1984年）演出助手
  - ドラえもん のび太の宇宙小戦争（1985年）演出助手
  - ドラえもん のび太と鉄人兵団（1986年）演出助手
  - ドラえもん のび太と竜の騎士（1987年）演出助手
- エスパー魔美 星空のダンシングドール（1988年）監督
- ドラミちゃん アララ♥少年山賊団!（1991年）監督
- ドラミちゃん ハロー恐竜キッズ!!（1993年）監督
- 映画クレヨンしんちゃんシリーズ
  - クレヨンしんちゃん アクション仮面VSハイグレ魔王（1993年）絵コンテ・演出
  - クレヨンしんちゃん ブリブリ王国の秘宝（1994年）脚本・絵コンテ・演出・挿入歌作詞
  - クレヨンしんちゃん 雲黒斎の野望（1995年）脚本・絵コンテ・演出
  - クレヨンしんちゃん ヘンダーランドの大冒険（1996年）脚本・絵コンテ・演出・挿入歌作詞
  - クレヨンしんちゃん 暗黒タマタマ大追跡（1997年）監督・脚本・絵コンテ・挿入歌作詞
  - クレヨンしんちゃん 電撃!ブタのヒヅメ大作戦（1998年）監督・脚本・絵コンテ
  - クレヨンしんちゃん 爆発!温泉わくわく大決戦（1999年）監督・脚本・絵コンテ
  - クレヨンしんちゃん 嵐を呼ぶジャングル（2000年）監督・脚本・絵コンテ
  - クレヨンしんちゃん 嵐を呼ぶ モーレツ!オトナ帝国の逆襲（2001年）監督・脚本・絵コンテ
  - クレヨンしんちゃん 嵐を呼ぶ アッパレ!戦国大合戦（2002年）監督・脚本・絵コンテ
  - クレヨンしんちゃん 嵐を呼ぶ 栄光のヤキニクロード（2003年）脚本・絵コンテ
  - クレヨンしんちゃん 嵐を呼ぶ!夕陽のカスカベボーイズ（2004年）絵コンテ
  - クレヨンしんちゃん 伝説を呼ぶブリブリ 3分ポッキリ大進撃（2005年）絵コンテ
- 河童のクゥと夏休み（2007年）監督・脚本・絵コンテ・挿入歌作詞・作曲
- カラフル（2010年）監督・絵コンテ
- 百日紅 〜Miss HOKUSAI〜（2015年）監督
- バースデー・ワンダーランド（2019年）監督
- かがみの孤城（2022年）監督

### 実写映画
- はじまりのみち（2013年）監督・脚本

## 受賞歴
| 年     | 作品                                                  | 賞                                           | 部門                               | 結果                                               |
| ------ | ----------------------------------------------------- | -------------------------------------------- | ---------------------------------- | -------------------------------------------------- |
| 1991年 | ドラミちゃん アララ・少年山賊団!                      | 第9回ゴールデングロス賞                      | 日本映画                           | 受賞（最優秀金賞）                                 |
| 1993年 | ドラミちゃん ハロー恐竜キッズ!!                       | 第11回ゴールデングロス賞                     | 日本映画                           | ノミネート（優秀銀賞）                             |
| 2001年 | クレヨンしんちゃん 嵐を呼ぶ モーレツ!オトナ帝国の逆襲 | 日本のメディア芸術100選                      | アニメーション部門                 | 選出                                               |
| 2001年 | クレヨンしんちゃん 嵐を呼ぶ モーレツ!オトナ帝国の逆襲 | キネマ旬報創刊85周年オールタイムベスト・テン | アニメーション部門                 | 7位                                                |
| 2001年 | クレヨンしんちゃん 嵐を呼ぶ モーレツ!オトナ帝国の逆襲 | キネマ旬報創刊90周年オールタイムベスト・テン | 日本映画アニメーション部門         | 4位                                                |
| 2002年 | クレヨンしんちゃん 嵐を呼ぶ アッパレ!戦国大合戦       | 第6回文化庁メディア芸術祭                    | アニメーション部門                 | 受賞（大賞）                                       |
| 2002年 | クレヨンしんちゃん 嵐を呼ぶ アッパレ!戦国大合戦       | 第7回アニメーション神戸                      | 個人賞                             | 受賞                                               |
| 2002年 | クレヨンしんちゃん 嵐を呼ぶ アッパレ!戦国大合戦       | 2002年度日本インターネット映画大賞           | 日本映画作品賞(旧ニフティ映画大賞) | 受賞                                               |
| 2002年 | クレヨンしんちゃん 嵐を呼ぶ アッパレ!戦国大合戦       | 第57回毎日映画コンクール                     | アニメーション映画賞               | 受賞                                               |
| 2002年 | クレヨンしんちゃん 嵐を呼ぶ アッパレ!戦国大合戦       | 第2回東京アニメアワード                      | 劇場映画部門                       | ノミネート（優秀作品賞）                           |
| 2002年 | クレヨンしんちゃん 嵐を呼ぶ アッパレ!戦国大合戦       | 第2回東京アニメアワード                      | 個人賞部門                         | 受賞（監督賞）                                     |
| 2002年 | クレヨンしんちゃん 嵐を呼ぶ アッパレ!戦国大合戦       | 第22回藤本賞                                 |                                    | ノミネート（奨励賞）                               |
| 2007年 | 河童のクゥと夏休み                                    | 第11回文化庁メディア芸術祭                   | アニメーション部門                 | 受賞（大賞）                                       |
| 2007年 | 河童のクゥと夏休み                                    | 第31回日本アカデミー賞                       | 最優秀アニメーション作品賞         | ノミネート（優秀アニメーション作品賞）             |
| 2007年 | 河童のクゥと夏休み                                    | 第81回キネマ旬報ベスト・テン                 | 日本映画                           | 第5位                                              |
| 2007年 | 河童のクゥと夏休み                                    | 第9回台北映画祭                              | 子供映画部門                       | ノミネート（オーディエンス・チョイス・アウォード） |
| 2007年 | 河童のクゥと夏休み                                    | 第29回ヨコハマ映画祭ベストテン               | 日本映画                           | 第5位                                              |
| 2007年 | 河童のクゥと夏休み                                    | 第50回朝日ベストテン映画祭                   | 日本映画                           | 第2位                                              |
| 2007年 | 河童のクゥと夏休み                                    | 第62回毎日映画コンクール                     | アニメーション映画賞               | 受賞                                               |
| 2007年 | 河童のクゥと夏休み                                    | 第2回 Invitation AWARDS                      | アニメーション賞                   | 受賞                                               |
| 2007年 | 河童のクゥと夏休み                                    | 第7回東京アニメアワード                      | 国内劇場部門                       | ノミネート（優秀賞）                               |
| 2007年 | 河童のクゥと夏休み                                    | 第7回東京アニメアワード                      | 個人賞部門                         | 受賞（脚本賞）                                     |
| 2010年 | カラフル                                              | 第4回ソウル国際家族映像祝祭                  | 外国映画部門                       | ノミネート（観客賞）                               |
| 2010年 | カラフル                                              | 第14回文化庁メディア芸術祭                   | アニメーション部門                 | ノミネート（優秀賞）                               |
| 2010年 | カラフル                                              | 第34回日本アカデミー賞                       | 最優秀アニメーション作品賞         | ノミネート（優秀アニメーション作品賞）             |
| 2010年 | カラフル                                              | 第65回毎日映画コンクール                     | アニメーション映画賞               | 受賞                                               |
| 2010年 | カラフル                                              | 第20回日本映画プロフェッショナル大賞         | ベストテン                         | 第10位                                             |
| 2010年 | カラフル                                              | 第35回アヌシー国際アニメーション映画祭       | 長編作品                           | ノミネート（特別賞）                               |
| 2010年 | カラフル                                              | 第35回アヌシー国際アニメーション映画祭       | 長編作品                           | ノミネート（観客賞）                               |
| 2013年 | はじまりのみち                                        | 第5回TAMA映画賞                              |                                    | ノミネート（特別賞）                               |
| 2013年 | はじまりのみち                                        | 第87回キネマ旬報ベスト・テン                 | 読者選出日本映画                   | 第10位                                             |
| 2015年 | 個人                                                  | 東京アニメアワードフェスティバル2015         |                                    | 受賞（特別賞「アニメドール」）                     |
| 2015年 | 百日紅                                                | 第39回アヌシー国際アニメーション映画祭       | 長編作品                           | ノミネート（審査員賞）                             |
| 2015年 | 百日紅                                                | ファンタジア国際映画祭                       | 今敏賞（長編アニメーション優秀賞） | 受賞                                               |
| 2015年 | 百日紅                                                | ファンタジア国際映画祭                       | セカンス賞                         | ノミネート（アジア映画優秀賞）                     |
| 2015年 | 百日紅                                                | ファンタジア国際映画祭                       | 長編アニメーション                 | ノミネート（観客賞）                               |
| 2015年 | 百日紅                                                | 第39回山路ふみ子映画賞                       | 山路ふみ子文化賞                   | 受賞                                               |
| 2015年 | 百日紅                                                | シッチェス・カタロニア国際映画祭             | アニメーション部門                 | 受賞（最優秀作品賞）                               |
| 2015年 | 百日紅                                                | 第39回日本アカデミー賞                       | 最優秀アニメーション作品賞         | ノミネート（優秀アニメーション作品賞）             |
| 2015年 | 百日紅                                                | 第70回毎日映画コンクール                     | アニメーション映画賞               | 受賞                                               |
| 2018年 | 個人                                                  | 紫綬褒章                                     |                                    | 受賞                                               |
| 2022年 | かがみの孤城                                          | 第46回日本アカデミー賞                       | 最優秀アニメーション作品賞         | ノミネート（優秀アニメーション作品賞）             |

## 著書
- 原恵一・丸尾みほ 共著（原作：小暮正夫『かっぱ大さわぎ』）『河童のクゥ 6年目の夏休み』 - 2013年・双葉社、ISBN 9784575238273
  - 『カラフル』『百日紅 〜Miss HOKUSAI〜』の脚本や『はじまりのみち』のノベライズなどを手がけた脚本家の丸尾みほとの共著。高校生になった主人公・康一の回想と後日談で構成された『河童のクゥと夏休み』のノベライズ的作品で、原にとって初の小説となる。